# Juan de Vallejo

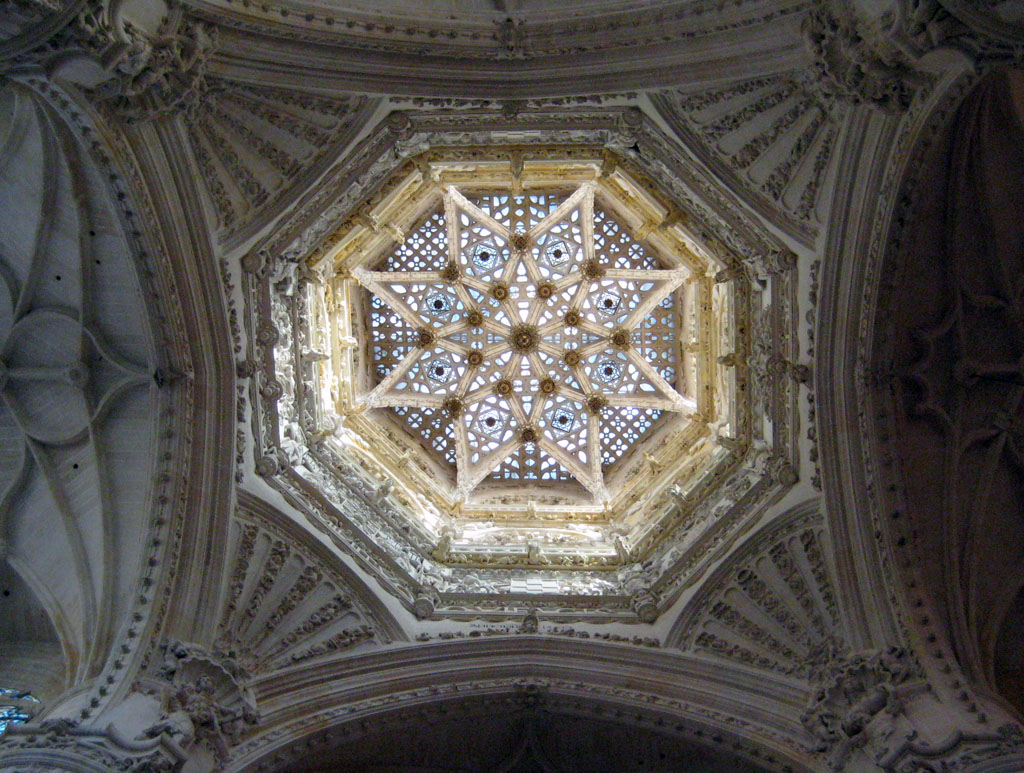
Interior del cimborrio del crucero de la catedral de Burgos, obra de Juan de Vallejo.

Juan de Vallejo (Burgos, hacia 1500 - 1569) fue un arquitecto y escultor español, muy activo en la ciudad de Burgos a mediados del siglo XVI. Su estilo arquitectónico, siempre lleno de decoración escultórica, muestra una mezcla de elementos góticos y renacentistas italianos. Su obra más importante fue la reconstrucción del cimborrio del crucero de la catedral de Burgos, siguiendo el diseño de Juan de Langres.

## Biografía
No sé sabe con exactitud su origen ni formación, aunque se especula que pudo ser hijo de un cantero llamado Pedro de Vallejo y que pudo formarse en los talleres de Simón de Colonia o de Francisco de Colonia. Con este último tuvo una intensa relación profesional: en 1518 Juan de Vallejo es uno de sus oficiales en las obras de la catedral de Burgos. 
Sí consta que Vallejo conocía muy bien los tratados de arquitectura españoles e italianos, como Las medidas del Romano de Diego Sagredo (teórico con el que tuvo amistad), las traducciones que hizo Cesare Cesariano de las obras de Vitrubio, o Los siete libros de la arquitectura de Serlio.
Trabajó ya como maestro independiente a partir de 1520. En 1524 levanta su primera gran obra: la capilla de Santiago de la catedral burgalesa, en la que también labró (con colaboradores) el sepulcro de canónigo Juan Ortega de Velasco. En 1534 edificó la capilla de San Juan de la catedral de Burgos.
Intervino en las trazas del Arco de Santa María y dirigió la reconstrucción del cimborrio de la catedral. Esta será su obra más ambiciosa. El primitivo crucero, obra de Juan de Colonia, se hundió la noche del 3 al 4 de marzo de 1539. Las trazas del nuevo cimborrio se debieron a un discípulo de Felipe de Bigarny llamado Juan de Langres. A partir de 1542, con la muerte de Francisco de Colonia, quedó como único responsable de la obra Vallejo, que concluyó en 1568. Asimismo, edificó la sacristía del desaparecido convento de San Pablo de Burgos, de la Orden de los dominicos, obra admirada por cuantos la observaron, debido a su solidez.
Este encargo le dio gran prestigio y se multiplicaron los pedidos, que compaginó con la obra catedralicia, lo que indica que disponía de un nutrido taller que realizaba sus diseños. Entre otras obras, destacan la Capilla de San Jerónimo (en el claustro de la catedral de Burgos), las reformas en la iglesia de San Cosme y San Damián (Burgos) (especialmente la nueva portada del templo, de exquisita decoración renacentista) o la capilla funeraria de la familia Encinas en la iglesia de San Gil Abad (Burgos). El historiador René Payo también le ha atribuido las trazas del palacio de Saldañuela (Sarracín, Burgos) o de las casas de Miranda y de Íñigo Angulo en Burgos.
Fue sepultado en el hoy desaparecido convento de San Pablo de Burgos.

## Reconocimientos
En el barrio de Gamonal (Burgos) el CEIP Juan de Vallejo fue bautizado con el nombre del arquitecto burgalés.